# 拉费里耶尔
拉费里耶尔（法語：La Ferrière，法語發音：[la fɛʁjɛʁ] ⓘ）是法国卢瓦尔河地区大区旺代省的一个市镇，位于该省中部，省会永河畔拉罗什东北部，属于永河畔拉罗什区。

## 地理
拉费里耶尔（46°42'49"N, 1°18'52"W）面积47.17 平方千米，位于法国卢瓦尔河地区大区旺代省，该省份为法国西部沿海省份，北起大西洋卢瓦尔省和曼恩-卢瓦尔省，西临大西洋，南至滨海夏朗德省，东部及东南部与德塞夫勒省接壤。
与拉费里耶尔接壤的市镇（或旧市镇、城区）包括：拉谢兹勒维孔特、永河畔栋皮埃尔、拉梅拉蒂耶尔、永河畔拉罗什、圣马丹德努瓦耶。

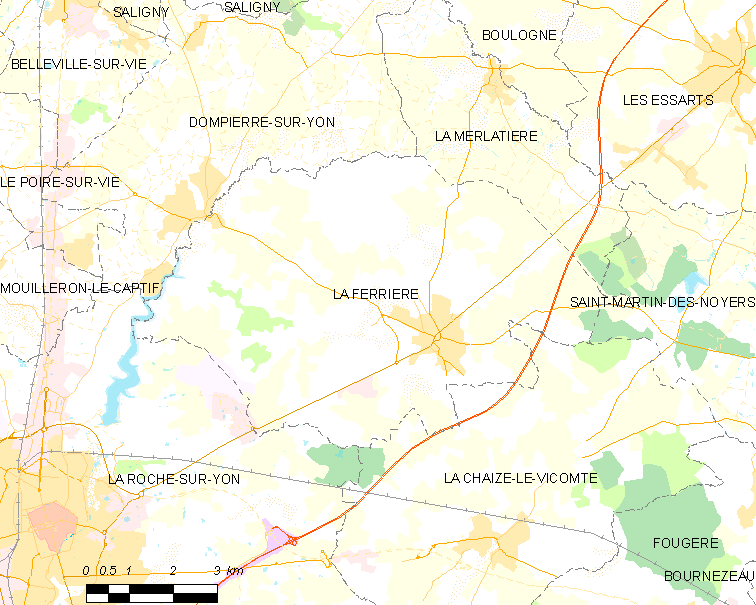
拉费里耶尔的OSM定位图

拉费里耶尔的时区为UTC+01:00、UTC+02:00（夏令时）。

## 行政
拉费里耶尔的邮政编码为85280，INSEE市镇编码为85089。

## 政治
拉费里耶尔所属的省级选区为尚托奈县。

## 人口

1962-2008年间拉费里耶尔人口变化图示

拉费里耶尔于2022年1月1日时的人口数量为5411人。